# Hippolyte catagrapha
Hippolyte catagrapha is een garnalensoort uit de familie van de Hippolytidae. De wetenschappelijke naam van de soort is voor het eerst geldig gepubliceerd in 2007 door d'Udekem d'Acoz.